# برنت هاوس (ویرجینیای غربی)
برنت هاوس (به انگلیسی: Burnt House) یک منطقهٔ مسکونی در ایالات متحده آمریکا است که در شهرستان ریچی، ویرجینیای غربی واقع شده‌است. برنت هاوس ۲۴۹٫۰۲ متر بالاتر از سطح دریا واقع شده‌است.